# Асотин
Асо̀тин (на английски: Asotin, буквени символи за произношение  Архив на оригинала от 2018-12-26 в Wayback Machine.) е град в окръг Асотин, щата Вашингтон, САЩ. Асотин е с население от 1095 жители (2000) и обща площ от 3,1 km². Намира се на 244 m надморска височина. ЗИП кодът му е 99402, а телефонният му код е 509.